# Torneo de Adelaida 2022 I
El Adelaide International I 2022 fue un evento de tenis de la ATP 250 y de la WTA 500, y se disputó en Adelaida (Australia) en el complejo Memorial Drive Center y en cancha dura al aire libre, siendo parte de una serie de eventos que hacen de antesala al Abierto de Australia, desde el 17 hasta el 30 de enero de 2022.

## Distribución de puntos
| Modalidad            | Campeón | Finalista | Semifinales | Cuartos de final | 2ª ronda | 1ª ronda | Clasificados | 2ª ronda de clasificación | 1ª ronda de clasificación |
| Individual masculino | 250     | 165       | 100         | 50               | 25       | 0        | 13           | 7                         | 0                         |
| Dobles masculino     | 250     | 150       | 90          | 45               | 20       | 0        | -            | -                         | -                         |

| Modalidad           | Campeona | Finalista | Semifinales | Cuartos de final | 2ª ronda | 1ª ronda | Clasificadas | 3ª ronda de clasificación | 2ª ronda de clasificación | 1ª ronda de clasificación |
| Individual femenino | 470      | 305       | 185         | 100              | 55       | 1        | 25           | 18                        | 13                        | 1                         |
| Dobles femenino     | 470      | 305       | 185         | 100              | -        | 1        | -            | -                         | -                         | -                         |

## Cabezas de serie

### Individual masculino
| Tenista          | Ranking | Preclasificado |
| Gaël Monfils     | 21      | 1              |
| Karen Khachanov  | 29      | 2              |
| Marin Čilić      | 30      | 3              |
| Frances Tiafoe   | 38      | 4              |
| Márton Fucsovics | 40      | 5              |
| Tommy Paul       | 43      | 6              |
| Laslo Djere      | 52      | 7              |
| Soon-Woo Kwon    | 53      | 8              |

- Ranking del 27 de diciembre de 2021.[3]

### Dobles masculino
| Tenista                           | Ranking | Preclasificado |
| Ivan Dodig Marcelo Melo           | 41      | 1              |
| Sander Gillé Joran Vliegen        | 56      | 2              |
| Ariel Behar Gonzalo Escobar       | 80      | 3              |
| Tomislav Brkić Santiago González  | 82      | 4              |
| Matthew Ebden John-Patrick Smith  | 125     | 5              |
| Jonathan Erlich André Göransson   | 128     | 6              |
| Lloyd Glasspool Harri Heliövaara  | 142     | 7              |
| Nathaniel Lammons Jackson Withrow | 176     | 8              |

### Individual femenino
| Tenista         | Ranking | Preclasificado |
| Ashleigh Barty  | 1       | 1              |
| Aryna Sabalenka | 2       | 2              |
| María Sákkari   | 6       | 3              |
| Paula Badosa    | 8       | 4              |
| Iga Świątek     | 9       | 5              |
| Sofia Kenin     | 12      | 6              |
| Elena Rybakina  | 14      | 7              |
| Elina Svitólina | 15      | 8              |

- Ranking del 27 de diciembre de 2021.[4]

### Dobles femenino
| Tenista                           | Ranking | Preclasificada |
| Shuko Aoyama Ena Shibahara        | 10      | 1              |
| Gabriela Dabrowski Giuliana Olmos | 25      | 2              |
| Alexa Guarachi Nicole Melichar    | 25      | 3              |
| Darija Jurak Andreja Klepač       | 29      | 4              |

## Campeones

### Individual masculino
Gaël Monfils venció a  Karen Khachanov por 6-4, 6-4

### Individual femenino
Ashleigh Barty venció a  Elena Rybakina por 6-3, 6-2

### Dobles masculino
Ivan Dodig /  Marcelo Melo vencieron a  Rohan Bopanna /  Ramkumar Ramanathan por 7-6(8-6), 6-1

### Dobles femenino
Ashleigh Barty /  Storm Sanders vencieron a  Darija Jurak /  Andreja Klepač 6-1, 6-4